# مری وارنوک (بارونس وارنوک)
مری وارنوک، بارونس وارنوک (۱۴ آوریل ۱۹۲۴ - ۲۰ مارس ۲۰۱۹)، فیلسوف بریتانیایی‌ست. پژوهش‌های او در حوزه اخلاق، تربیت، ذهن و اگزیستانسیالیسم است.

## کتاب‌های ترجمه شده به فارسی
- فلسفه اخلاق در قرن بیستم، مری وارنوک، ابوالقاسم فنائی (مترجم)، قم: بوستان کتاب قم، ۱۳۸۰
- اگزیستانسیالیسم و اخلاق، مری وارنوک، مسعود علیا (مترجم)، تهران: ققنوس، ۱۳۸۶